# منتخب الكويت لكأس ديفيز
منتخب الكويت لكأس ديفيز هو ممثل الكويت الرسمي في كرة المضرب في كأس ديفيز.